# Syrphophagus tachikawai
Syrphophagus tachikawai är en stekelart som först beskrevs av Hoffer 1970.  Syrphophagus tachikawai ingår i släktet Syrphophagus och familjen sköldlussteklar. Inga underarter finns listade i Catalogue of Life.